# Rudolf Knopf
Rudolf Knopf, född 26 oktober 1874, död 19 januari 1920, var en tysk teolog.
Knopf var professor i nytestamentlig teologi i Wien från 1906 och i Bonn från 1914. Bland Knopfs skrifter märks Das nach-apostolische Zeitalter (1905) och Einführung in das N.T. (1919, 3:e upplagan 1930).